# یاسترباتس (ولاسوتینتسه)
یاسترباتس (به صربی: Jastrebac) یک منطقهٔ مسکونی در صربستان است که در ولاسوتینتسه واقع شده‌است. یاسترباتس ۴۲۳ نفر جمعیت دارد.